# Coleophora striata
Coleophora striata é uma espécie de mariposa do gênero Coleophora pertencente à família Coleophoridae.